# 中村勘三郎 (17代目)
十七代目 中村 勘三郎（なかむら かんざぶろう、1909年〈明治42年〉7月29日 - 1988年〈昭和63年〉4月16日）は、日本の歌舞伎役者。屋号は中村屋。定紋は角切銀杏、替紋は丸に舞鶴。日本芸術院会員、重要無形文化財保持者（人間国宝）。位階は従三位。本名は波野 聖司（なみの せいじ）。

## 来歴
「菊吉」と並び称された初代中村吉右衛門と六代目尾上菊五郎の双方に師事し、女形・立役をともにこなす名優だった。
1909年（明治42年）7月29日、三代目中村歌六の三男として生れる。長兄の初代中村吉右衛門と次兄の三代目中村時蔵がともに歌六の妻・かめ（旧姓小川）の所生だったのに対し、聖司は妾の山本ろく所生の子で、しかも年が離れていたために、幼い頃はよくいじめられたという。その初代吉右衛門や六代目菊五郎、そして七代目坂東三津五郎らが活躍した市村座で聖司は育った。
1916年（大正5年）11月、三代目中村米吉を襲名して初舞台を踏んだ。初舞台は市村座の『花川戸噂の俎板』の倅長松だった。
父の三代目歌六に仕込まれたあとは、長兄の初代吉右衛門に付いて修行した。最初は女形として舞台を勤める。
1929年（昭和4年）10月、明治座『碁太平記白石噺』の信夫などで四代目中村もしほを襲名。1935年（昭和10年）9月、出演していた神戸松竹劇場の終了後、松竹での役不足、立役への転身したい希望があった事などから東宝劇団へ移籍する。東宝劇団には、九代目市川高麗蔵、六代目坂東蓑助、五代目片岡芦燕、六代目市川壽美蔵らがいた。1937年（昭和12年）に東宝劇団は解散するも契約期間が残っていた為、しばらくは東宝に籍を置き1940年(昭和15年)6月、東宝との契約満了に伴い松竹へ復帰し関西歌舞伎に籍を置いていた。この関西歌舞伎時代には、二代目實川延若、中村魁車、三代目中村梅玉らと舞台を共にしたが、この間に立役としての実力をつけた。
1944年（昭和19年）には、自らと同じ身の上の妾の子である聖司に幼少期から目を掛けてくれていた六代目尾上菊五郎の長女久枝と結婚した。直後に召集令状が届き、徴兵検査を受けるも、痔により不合格となり召集されなかった。その後、本土空襲が激しさを増したため、久里浜に疎開していた。
1950年（昭和25年）1月、東京劇場で長らく絶えていた「中村勘三郎」の名跡を再興する形で十七代目として襲名し、新たに屋号『中村屋』を興す。以後、六代目菊五郎と初代吉右衛門の芸風を吸収し、時代物と世話物、上方と江戸、立役と女形、古典と新作など、種別を問わない広い芸を身に着けた。戦後は活動の主軸を吉右衛門劇団におき、女形出身らしい柔らか味と、明るくも円やかな人情味、さらに愛嬌あふれる芸風によって人気を博した。生涯通算800役以上を勤め、ギネスブックに登録されたという逸話も持つ。
映画やテレビドラマへの出演経験もあり、歌舞伎界の枠に囚われない活動も見せている。
1988年（昭和63年）1月、歌舞伎座『平家女護島』「俊寛」の俊寛僧都を7日間勤めたのが最後の舞台となった。同年4月16日、縦隔腫瘍の悪化により心不全のため東京都新宿区の東京女子医科大学病院で死去、78歳だった。最期は麻雀友達で家族ぐるみの付き合いをしていた森光子ひとりが看取った。墓所は西徳寺（東京都台東区）。法名は「秀峰院釋聖鏡大居士」。死没日付をもって従三位に叙され、勲一等瑞宝章が追贈された。

## 栄典・顕彰等

### 栄典・顕彰
- 1969年 日本芸術院賞[2]
- 1970年 日本芸術院会員
- 1971年 文化功労者
- 1980年 文化勲章
- 1988年 従三位、勲一等瑞宝章

### その他
- 1975年 重要無形文化財保持者に各個認定（人間国宝）

## 家族
十八代目中村勘三郎は長男、劇団新派所属の女優・波乃久里子は長女、六代目中村勘九郎と二代目中村七之助は孫。二代目澤村藤十郎は次女・千代枝の夫。七代目尾上梅幸と二代目尾上九朗右衛門は義兄、六代目清元延寿太夫と二代目大川橋蔵は義弟にあたる（六代目延寿太夫とは夫人同士が姉妹）。

## 人物・逸話

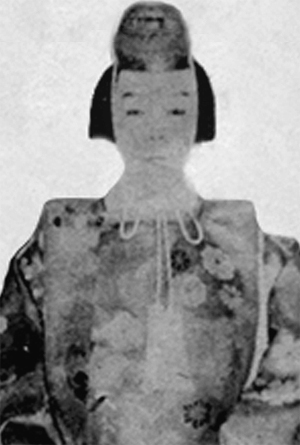
『仮名手本忠臣蔵』大序の足利直義（昭和22年11月東京劇場）

- 母方の祖父が江戸歌舞伎の祖とされる中村勘三郎を好んでおり、祖父は聖司少年（十七代目）に「お前は中村勘三郎を継ぎなさい」と言っていたという[3]。
- 息子の哲明（のちの五代目勘九郎→十八代目勘三郎）は、十七代目を「怖い親父だった」と述懐している。たとえば少年時代、39度の高熱で倒れて家で寝ていたが、その状態で舞台を密かに見に行ったことを知った父が激怒し、寝ているところに氷水をぶっかけられたうえ、家からつまみ出されたことがあるという。
- 二人の孫の雅行（のちの二代目勘太郎→六代目勘九郎）と隆行（のちの二代目七之助）の初舞台『門出二人桃太郎』では、二人の母方の祖父七代中村芝翫とともに爺と婆を演じたが（なお庄屋の夫婦は十三代片岡仁左衛門、中村歌右衛門、犬、雉、猿は松本幸四郎（のちの二代目白鸚）、娘婿の澤村藤十郎、中村福助（のちの梅玉）、巫女は義兄の尾上梅幸であった）、息子と孫2人と祖父2人との5人の口上の席上「孫たちは私をじじんちゃまと呼びますが、成駒屋さん（＝芝翫）のことをパパと呼びます。それが気に入りません。わたしとあんた爺同士なのに」と発言し客席を笑わせた。
- 息子の哲明がまだ五代目勘九郎を襲名したての幼少期に父である十七代目と藤山寛美の舞台を見たが、そのとき十七代目は「よく見ておけ、この男は必ず舞台で天下を取るぞ」と言い、その実力を見抜いていたという。当時の寛美は人気スターではあったものの、二代目渋谷天外の陰にあって後年の喜劇王的な位置にはまだ達していなかった。この縁で勘三郎一家と寛美一家の親交が現在も続いている。
- 妻の久枝と帝国ホテルのレストランに入ったときのこと、久枝は前菜に鴨、スープはタートル（海亀）を選んだが、十七代目は「タートルって、セーターみたいだね。亀のこと？おまえさん亀食べるの？やだね」と言って、メインディッシュを決める段階で久枝は「熊？兎？鳩？あら雉もいいわ」と言い出したため、十七代目は「何だい、鴨だ亀だ兎だ熊だ、って、お前さんがそんなに悪食だとは知らなかったよ、ぼくは帰る!!」と激怒して、久枝を残したまま何も食べずに帰ってしまったという[4]。
- 東京・神楽坂の和菓子店・福屋の堅焼きせんべいが大好物で、自分用に「もっと焦がして焼いて」と店側に注文していたほどであった。福屋がその十七代目仕様の焦げ堅焼きせんべいを店頭に置いたところ、購入を希望する客が現れたことから福屋ではこのせんべいを『勘三郎せんべい』として正式に商品化して販売することとなったという[5]。
- 梨園きっての麻雀好きとして知られ、取材のために車で移動していた間も同行スタッフと車内で卓を囲んでいたほどであった。息子である五代目勘九郎（当時）はそんな父だからと葬儀の晩は霊前で雀卓を囲もうということになり、十七代目と親しかった森光子・片岡孝夫（当時）・十二代目市川團十郎の3人を誘った。いざ始めようとした時に十七代目の遺影が倒れて卓のそばまで落ちてきた。途端に雀卓を囲んだ4人は「（十七代目は）自分もやりたがってるんだろうね」と故人を偲ぶことしきりだったという。
- 大腸がんの手術をして人工肛門を使用していたが、そうした影響を微塵も感じさせない精力的な舞台を晩年まで務めあげた。
- 往時は歌舞伎劇場に役者が入る大風呂があったが、十七代目は持病のために入れなかったため、楽屋に風呂桶を入れさせて一人それに浸かっていた。なお、十七代目亡き現在では風呂は楽屋に備え付けとなっているものが主流となっている。
- 『髪結新三』にまつわる芸談の一つとして「吉右衛門の兄が、『加賀鳶』で私の道玄に松蔵、『吉様参』で私の吉三に弁秀などにつきあってくれて、この次はお前が新三をおやり、おれが源七にまわってやるよ、と云っていたのが果たせなかったことが、いまもって私は新三をやるたびに思い出されます。」と述懐している[6]。

## 主な当たり役
- 時代物：
  - 『仮名手本忠臣蔵』の早野勘平・高師直
  - 『菅原伝授手習鑑』「車引」「寺子屋」の舎人松王丸
  - 『義経千本櫻』三段目のいがみの権太、四段目の佐藤忠信実ハ狐忠信
  - 『近江源氏先陣館』「盛綱陣屋」の佐々木盛綱
  - 『伽羅先代萩』「御殿」「床下」「対決」「刃傷」の仁木弾正・仁木弾正妹八汐・細川勝元
  - 『伊賀越道中双六』「沼津」の雲助平作
  - 『奥州安達原』（袖萩祭文）の袖萩・安倍貞任
  - 『平家女護島』「俊寛」の俊寛僧都
  - 『松浦の太鼓』の松浦鎮信
  - 『新薄雪物語』（薄雪）の園部兵衛
  - 『鎌倉三代記』（三代記）の三浦之助・佐々木高綱
  - 『鬼一法眼三略巻』「一條大蔵譚」の一條長成、「菊畑」の虎蔵実ハ牛若丸
  - 『加賀見山再岩藤』（骨寄せの岩藤）局岩藤の亡霊・鳥井又助
  - 『本朝廿四孝』「十種香」の武田勝頼
  - 『妹背山婦女庭訓』「吉野川」大判事清澄、「三笠山御殿」の豆腐買おむら
  - 『東山桜荘子』（佐倉義民伝）の佐倉宗吾
- 世話物：
  - 『夏祭浪花鑑』「鳥居前」「三婦内」「泥場」の團七九郎兵衛・團七女房お辰
  - 『伊勢音頭恋寝刃』（伊勢音頭）の福岡貢・油屋お鹿
  - 『隅田川続俤』（法界坊）の法界坊野分姫の霊
  - 『蔦紅葉宇都谷峠』（文弥殺し）の盲人文弥・丹婆の仁三
  - 『青砥稿花紅彩画』（白浪五人男）の弁天小僧菊之助
  - 『水天宮利生深川』（筆屋幸兵衛）の船津幸兵衛
  - 『盲長屋梅加賀鳶』（加賀鳶）の按摩道玄・天神町梅吉
  - 『傾城反魂香』（吃又）の又兵衛女房お徳
  - 『梅雨小袖昔八丈』（髪結新三）の髪結新三
  - 『廓文章』（吉田屋）の藤屋伊左衛門
  - 『籠釣瓶花街酔醒』（籠釣瓶）の佐野治郎左衛門
  - 『恋飛脚大和往来』「封印切」の井筒屋おゑん・丹波屋八右衛門
  - 『助六所縁江戸桜』（助六）の白酒売新兵衛実ハ曾我十郎・通人里尭・曽我満江
  - 『人情噺文七元結』（文七元結）の左官長兵衛
  - 『新版歌祭文』（野崎村）の久作娘お光・油屋お染・手代久松・百姓久作
- 新作：
  - 『二条城の清正』の加藤清正・豊臣秀頼
  - 『実成龝清正伝記』（清正誠忠録）の加藤清正
  - 『鰯売恋曳網』の猿源氏
  - 『西郷と豚姫』の仲居お玉
  - 『巷談宵宮雨』の龍達
  - 『一本刀土俵入』の駒形茂兵衛
  - 『檻』の五郎吉
  - 『盲目物語』の盲人弥市・豊臣秀吉
  - 『源氏物語』の末摘花・匂宮
  - 『瞼の母』の番場の忠太郎
  - 『刺青奇偶』の手取りの半太郎
- 舞踊：
  - 『再茲歌舞伎花轢』（お祭）の鳶頭鶴松
  - 『高坏』の次郎冠者
  - 『身替座禅』の山蔭右京
  - 『連獅子』の狂言師右近実ハ親獅子の精
  - 『猿若』の猿若勘三郎
  - 『浮かれ坊主』の願人坊主
  - 『六歌仙容彩』の文屋康秀・喜撰法師・祇園のお梶
  - 『大江山酒呑童子』の酒呑童子
  - 『鏡獅子』のお小姓弥生実ハ獅子の精
  - 『隅田川』の舟人
  - 『釣女』の醜女
  - 『色彩間苅豆』（かさね）の腰元かさね

## 映画
- 『赤い陣羽織』（1958年9月23日、松竹）
- 『笛吹川』（1960年10月19日、松竹） - 武田信玄
- 『四谷怪談』（1965年7月25日、東京映画） - 直助権兵衛
- 『わが恋わが歌』（1969年10月29日、松竹） - 吉野秀雄

## テレビドラマ
- 『暗闇の丑松』（1956年、KRテレビ）
- 『一本刀土俵入り』（1957年、KRテレビ）
- 『雪解け』（1959年、NHK総合）
- 『瞼の母』（1961年、フジテレビ 夜の十時劇場）
- NHK大河ドラマ
  - 『源義経』（1966年、NHK） - 後白河法皇
  - 『新・平家物語』（1972年、NHK） - 平忠盛
- 『戦国太平記 真田幸村』（1966年、TBS） - 徳川家康
- 『日本怪談劇場』第9話「怪談 宵宮雨」（1970年、12ch）- 竜達
- 『めしはまだか!』（1974年、NETテレビ）
- 『名探偵雅楽登場 車引殺人事件つづいて鷺娘殺人事件』（1979年、テレビ朝日 土曜ワイド劇場） - 中村雅楽
- 『名探偵雅楽再び登場! お染宙吊り殺人事件ひきつづいて奈落殺人』（1980年、テレビ朝日 土曜ワイド劇場） - 中村雅楽
- 『名探偵雅楽三度登場! 幽霊劇場殺人事件』（1980年、テレビ朝日 土曜ワイド劇場） - 中村雅楽
- 『台所太平記〜おんな八人寄れば…』（1982年、YTV 木曜ゴールデンドラマ） - 磊吉

## その他

### ドキュメンタリー
- にっぽんの芸能「蔵出し！名舞台　十七世中村勘三郎」（2021年12月17日、NHK Eテレ）[7]